# Muelas del Pan
Muelas del Pan è un comune spagnolo di 782 abitanti situato nella comunità autonoma di Castiglia e León.
Il comune, oltre al capoluogo, comprende i centri abitati di Cerezal de Aliste, Ricobayo de Alba e Villaflor.